# 城关街道 (潍坊市)

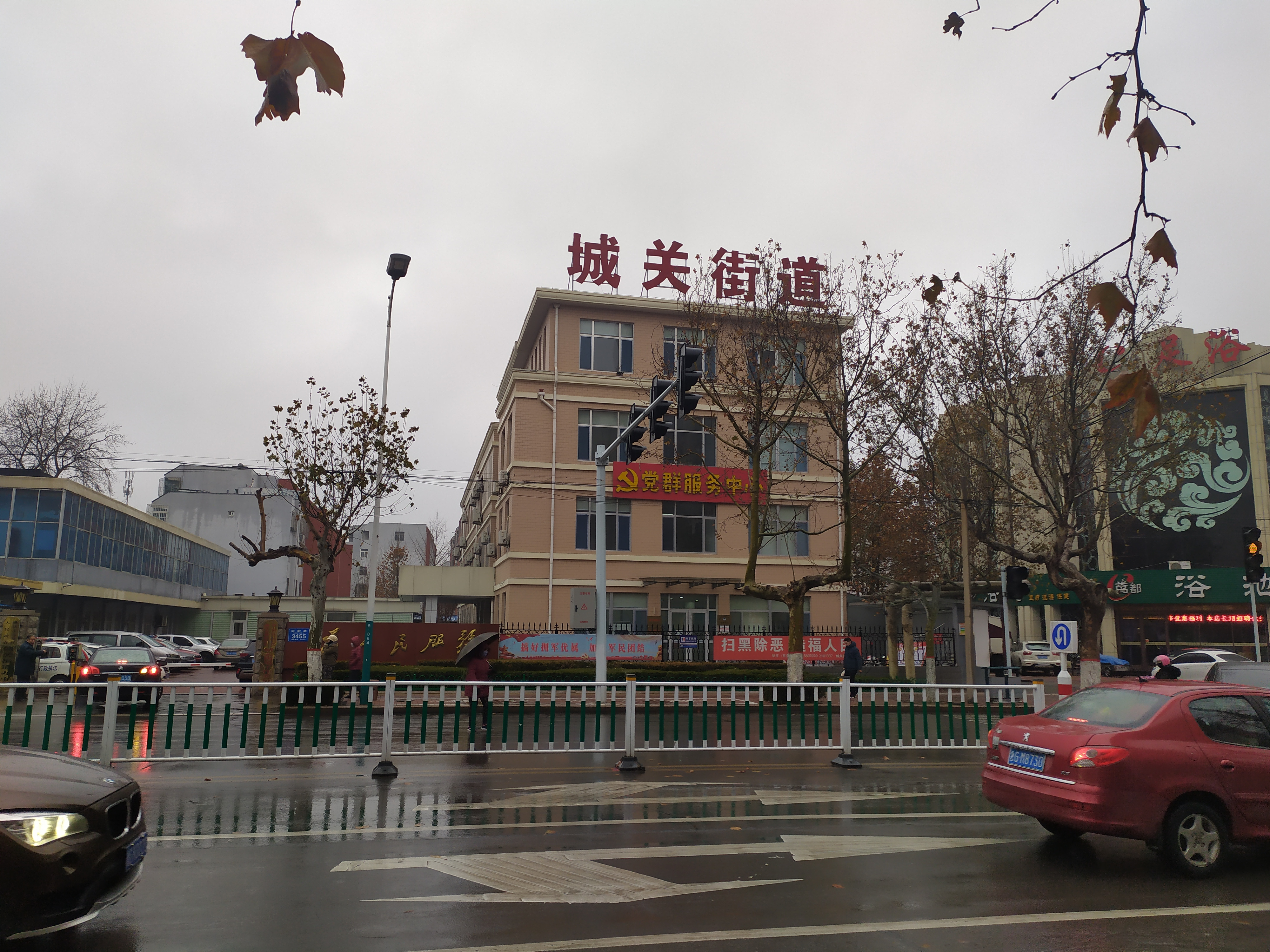
城关街道党群服务中心

城关街道是中国山东省潍坊市潍城区下辖的一个街道。

## 行政区划
城关街道下辖曹家巷居委会、增福堂居委会、岳王庙居委会、西大街居委会、城隍庙居委会、长胜社区、松园子居委会、芙蓉街居委会、北门大街居委会、十笏园居委会。